# Giovanni Paolo Foscarini
Giovanni Paolo Foscarini (... – 1649) è stato un chitarrista, liutista e compositore italiano.

## Biografia
Una nota alla fine dell'elenco dei contenuti del suo primo libro superstite di chitarra, Intavolatura di chitarra spagnola. Libro secondo (1629), lo definisce come Musico, e Sonatore, di Liuto e Tiorba, della Venerabile Compagnia del Saatissimo [sic] Sacramento d'Ancona. Fu membro dell'Accademia dei Caliginosi di Ancona usando lo pseudonimo Il Furioso con il quale firmò le sue prime pubblicazioni. Nell'introduzione al suo terzo libro, stampato nel 1630 circa, afferma di essere noto sia in Italia che all'estero come un liutista, specialmente alla corte olandese dell'arciduca Alberto d'Austria, nipote di Filippo II di Spagna. Fu attivo a Roma, Venezia, Bruxelles e Parigi.

## Lavoro
Il suo Il primo, secondo e terzo libro della chitarra spagnola stampato nel 1630 circa è la prima intavolatura incisa italiana di chitarra conosciuta. Un quarto libro fu aggiunto all'edizione stampata verso il 1632 - I quatro libri della chitarra spagnola. La versione finale, Li cinque libri della chitarra alla spagnola, con dedica al nobile francese Charles de Lorraine, duca di Guisa, è firmata da Foscarini e datata Roma il 15 settembre 1640. Fu molto apprezzato durante la sua vita. Nella prefazione, Foscarini dà istruzioni dettagliate sulla sua notazione musicale e discute di tre stili di esecuzione: battuta, pizzicato, che riteneva il più appropriato al liuto, e una miscela dei due. Sebbene sia improbabile che egli stesso abbia inventato tale stile misto (ci sono fonti manoscritte precedenti), Foscarini ebbe un'influenza importante sui compositori successivi come Angelo Michele Bartolotti e Francesco Corbetta.

## Elenco delle opere

### Musica
1. Libro primo (perso; contenuto ristampato in (3))
2. Intavolatura di chitarra spagnola, libro secondo (Macerata, 1629)
3. Il primo, secondo e terzo libro della chitarra spagnola (comprende (1) e (2))
4. I 4 libri della chitarra spagnola (comprende (3))
5. Li 5 libri della chitarra alla spagnola (Roma, 1640; comprende (3))[1]
6. Inventione di toccate sopra la chitarra spagnuola (Roma, 1640; contenuti identici a (5))

### Scritti teorici
- Dell'armonia del mondo, lettione due (Parigi, 1647)